# 미국 투표자 편의 제공 법안
미국 투표자 편의 제공 법안(영어: Help America Vote Act, HAVA)이 연방 정부에서 공포되었고, 그것은 투표 "체계"가 모든 장애인에게 접근 가능하도록 강제했는데, 전맹 혹은 다른 정도의 시각 장애인 투표자들을 위한 특별한 편의 제공을 포함해서 말이다.